# 대한민국 공군대학
공군대학(空軍大學, Air University)은 대한민국 공군의 군사 대학이다. 대전광역시 유성구 자운대에 위치하고 있다. 2011년 12월 1일 합동군사대학교로 육군대학, 해군대학과 함께 통합되었다가 2020년 12월 1일에 다시 공군본부 예하로 환원되어 재창설되었다.

## 교과 과정
대한민국 공군의 대위급 이상 장교의 지휘관으로서의 자질을 함양하는 교육 과정을 진행한다.
- 고급지휘관 참모과정
  - 공군의 중견 관리자인 소령급 장교에게 공군의 고급 지휘관·참모로서 필요한 군사전문지식과 실무수행을 위한 핵심역량을 배양시키기 위해 개설된 군사전문교육 과정이다. 교육기간은 총 48주로 5개의 전문분야로 나뉜다.

- 고급지휘관 참모특별과정
  - 공군의 중견 관리자인 소령급 장교 중 CSC에 입과 하지 않은 장교이게 고급지휘관·참모로서 필요한 군사전문지식과 실무수행을 위한 핵심역량을 비양시키기 위해 개설된 군사전문교육 과정이다. 교육기간은 소집교육 3주, 통신교육 21주, 총 24주로 구성되며, 통신교육은 공군대학의 원격교육체계(Long Distance Education System)를 이용하여 사이버 교육을 실시한다.

- 초급지휘관 참모과정
  - 공군의 대위급 장교에게 공군의 초급 지휘관·참모로서 필요한 군사기초지식과 실무수행을 위한 핵심역량을 배양시키기 위해 개설된 군사전문 교육과정이다. 교육기간은 총 16주로, 3개 소분야로 구성되어 있으며, 년 4개 차수를 운영하며 3개 전문분야로 나뉜다.

- 지휘관보임 전 과정
  - 공군의 각급 지휘관(비행단장, 전대장, 대대장 등) 보임 예정자에게 부대관리, 지휘통솔 등 부대 지휘관리에 필요한 실무지식과 지휘관으로서 갖추어야할 소양 증진을 통한 지휘능력 향상을 위해 교육과정을 운영하고 있다. 지휘관 보임전 과정은 계급별로 총 4개의 과정으로 운영하고 있으며, 각 과정은 연 2회 개설된다.

- 기타과정
  - 대외부서보임 전 과정
  - 핵심리더 역량강화 과정
  - 군무원 고급관리자 과정